# قاي بيترسون
قاي بيترسون (بالإنجليزية: Guy Peterson)‏ هو مهندس معماري أمريكي، ولد في 26 ديسمبر 1953 في شايان في الولايات المتحدة.

## وصلات خارجية
- الموقع الرسمي